# Mastaba S3505
Mastaba S3505 liegt in Saqqara und gehörte mit hoher Wahrscheinlichkeit dem Würdenträger Merka, der ein hoher Beamter unter König Qaa in der 1. Dynastie des Alten Ägyptens war.
Die Mastaba wurde am 12. Januar 1954 gefunden und in der folgenden Zeit ausgegraben. Die eigentliche Mastaba ist etwa 24 m breit und 35 m lang. Sie ist von einem Mauer (65,2 × 40 m) umgeben, die wiederum eine innere Mauer umgibt, die auch einen Totentempel im Norden einschließt. Die eigentliche Mastaba ist an drei Seiten mit einer Palastfassade dekoriert, nur an der Westseite (der Rückseite, der Bau ist nach Osten orientiert) findet sich eine im Vergleich sehr reduzierte Nischengliederung. Die Palastfassade war einst reich bemalt, wobei die Bemalung stellenweise bei der Auffindung noch gut erhalten war und kopiert werden konnte. Sie zeigt anscheinend eine Reihe von reich dekorierten Stoffen oder Matten, die an der Fassade aufgehängt wurden.
Vor der eigentlichen Mastaba befindet sich ein Gang der in die unterirdische Grabkammer führt, die wiederum zwei Seitenkammern hat. An der Frontseite fand sich eine einzelne Nebenbestattung und eine große Stele, die Titel und Name des Merka nennt. Im Norden befindet sich ein Totentempel aus verschiedenen Gängen und Räumen. Mindestens ein Raum hatte einen mit Steinplatten ausgelegten Fußboden. In einer Nische fanden sich auch die Sockel und Füße von zwei Statuen aus Holz.
Das Grab fand sich beraubt. Als Beigaben gab es noch zahlreiche Ton- und Steingefäße. Siegelabrollungen nennen König Qaa, aber auch Merka. Tinten- und Ritzinschriften nennen auch Merka. Zusammen mit der Stele kann er deshalb mit Sicherheit als Grabbesitzer identifiziert werden. Bemerkenswert sind zwei Ritzinschriften auf Steingefäßen, die einen sonst kaum belegten König Seneferka nennen.